# 莱州崖角藤
莱州崖角藤（学名：Rhaphidophora laichauensis）为天南星科崖角藤属的植物。分布在越南北部以及中国大陆的海南、云南西部至东南部等地，生长于海拔1,500米的地区，常生长在密林中树干或石壁上，目前尚未由人工引种栽培。